# Selección de fútbol de Ellan Vannin
La selección de fútbol de Ellan Vannin es la selección representativa de la Isla de Man, una isla británica en dicha disciplina. Está afiliada a la ConIFA y participó en la primera edición de la Copa Mundial de Fútbol de ConIFA, terminando en segundo lugar.

## Estadio
La selección  de Ellan Vannin manda sus partidos en el estadio The Bowl, ubicado en Douglas, que tiene capacidad para 3.000 personas.

## Partidos

### Copa Mundial de ConIFA
| Fecha      | Lugar                  | Selección de Ellan Vannin | Rival           | Resultado     |
| ---------- | ---------------------- | ------------------------- | --------------- | ------------- |
| 01-06-2014 | Östersund, Suecia      | Ellan Vannin              | Nagorno Karabaj | 3 - 2         |
| 02-06-2014 | Östersund, Suecia      | Ellan Vannin              | Niza            | 4 - 2         |
| 04-06-2014 | Östersund, Suecia      | Ellan Vannin              | Kurdistán       | 1 (4) - 1 (2) |
| 06-06-2014 | Östersund, Suecia      | Ellan Vannin              | Pueblo Arameo   | 4 - 1         |
| 08-06-2014 | Östersund, Suecia      | Ellan Vannin              | Niza            | 0 (3) - 0 (5) |
| 31-05-2018 | Sutton, Inglaterra     | Ellan Vannin              | Cascadia        | 4-1           |
| 02-06-2018 | Carshalton, Inglaterra | Ellan Vannin              | Tamil Eelam     | 2-0           |
| 03-06-2018 | Haringey, Inglaterra   | Ellan Vannin              | Barāwe          | 0-2           |

### Copa Europa de ConIFA
| Fecha      | Lugar                      | Selección de Ellan Vannin | Rival         | Resultado     |
| ---------- | -------------------------- | ------------------------- | ------------- | ------------- |
| 18-06-2015 | Debrecen, Hungría          | Ellan Vannin              | Pueblo Gitano | 3 - 1         |
| 19-06-2015 | Debrecen, Hungría          | Ellan Vannin              | Padania       | 0 - 1         |
| 20-06-2015 | Debrecen, Hungría          | Ellan Vannin              | Niza          | 1 - 3         |
| 21-06-2015 | Debrecen, Hungría          | Ellan Vannin              | Felvidék      | 1 (5) - 1 (3) |
| 05-06-2017 | Morfou, Chipre del Norte   | Ellan Vannin              | Padania       | 0 - 1         |
| 06-06-2017 | Morfou, Chipre del Norte   | Ellan Vannin              | Felvidék      | 1 - 0         |
| 07-06-2017 | Kyrenia , Chipre del Norte | Ellan Vannin              | País Székely  | 2 - 4         |
| 09-06-2017 | Morfou, Chipre del Norte   | Ellan Vannin              | Kárpátalja    | 3 (4) - 3 (5) |

### Amistosos
| Fecha      | Lugar                   | Selección de Ellan Vannin | Rival     | Resultado |
| ---------- | ----------------------- | ------------------------- | --------- | --------- |
| 06-04-2014 | Douglas, Isla de Man    | Ellan Vannin              | Mónaco    | 10 - 0    |
| 30-12-2014 | Toulouse, Francia       | Ellan Vannin              | Occitania | 1 - 5     |
| 28-01-2018 | Fitzwilliam, Inglaterra | Ellan Vannin              | Yorkshire | 1-1       |
| 29-04-2018 | Sandbach, Inglaterra    | Ellan Vannin              | Panjab    | 2-1       |

## Estadísticas

### Copa Mundial de ConIFA
| Año   | Posición         | PJ               | PG               | PE               | PP               | GF               | GC               |
| ----- | ---------------- | ---------------- | ---------------- | ---------------- | ---------------- | ---------------- | ---------------- |
| 2014  | 2.º              | 5                | 3                | 2                | 0                | 12               | 6                |
| 2016  | No participó     | No participó     | No participó     | No participó     | No participó     | No participó     | No participó     |
| 2018  | 16.º1            | 3                | 2                | 0                | 1                | 6                | 3                |
| 2020  | Evento cancelado | Evento cancelado | Evento cancelado | Evento cancelado | Evento cancelado | Evento cancelado | Evento cancelado |
| Total | 2/4              | 8                | 5                | 2                | 1                | 18               | 9                |

1: Ellan Vannin se retiró de la competición después de la fase de grupos.

### Copa Europa de ConIFA
| Año   | Posición     | PJ           | PG           | PE           | PP           | GF           | GC           |
| ----- | ------------ | ------------ | ------------ | ------------ | ------------ | ------------ | ------------ |
| 2015  | 3.º          | 4            | 1            | 1            | 2            | 5            | 6            |
| 2017  | 6.º          | 4            | 1            | 1            | 2            | 6            | 8            |
| 2019  | No participó | No participó | No participó | No participó | No participó | No participó | No participó |
| Total | 2/3          | 8            | 2            | 2            | 4            | 11           | 14           |